# Палаццоло-Акреиде
Палаццо́ло-Акре́иде, Палаццо́ло-Акре́йде (итал. Palazzolo Acreide) — коммуна в Италии, располагается в регионе Сицилия, подчиняется административному центру Сиракуза.
Население составляет 9109 человек, плотность населения составляет 106 чел./км². Занимает площадь 86,34 км². Почтовый индекс — 96010. Телефонный код — 0931.
Покровителем коммуны почитается святой апостол Павел, празднование 29 июня.
Недалеко от коммуны находится исток реки Кассибиле.

## Города-побратимы
- Ганджи[2]